# Smeringochernes plurisetosus
Espèce
Smeringochernes plurisetosus est une espèce de pseudoscorpions de la famille des Chernetidae.

## Distribution
Cette espèce est endémique de Guadalcanal aux Salomon.

## Description
Les mâles mesurent de 1,3 à 1,4 mm et les femelles de 1,4 à 1,65 mm.

## Publication originale
- Beier, 1966 : Die Pseudoscorpioniden der Salomon-Inseln. Annalen des Naturhistorischen Museums in Wien, vol. 69, p. 133-159 (texte intégral).